# Нова Зеландія на літніх Олімпійських іграх 1980
Нова Зеландія брала участь в Літніх Олімпійських іграх 1980 року в Москві (СРСР) в шістнадцятий раз за свою історію, але не завоювала жодної медалі. Незважаючи на бойкот олімпіади деякими країнами, Олімпійський комітет без фінансової підтримки з боку уряду делегував 4 олімпійців. Збірна країни на відкритті і закритті ігор йшла під прапором Олімпійського комітету Нової Зеландії.

## Веслування на байдарках і каное
Спортсменів - 3
Чоловіки
| Спортсмен                 | Вид                     | Попередній раунд | Попередній раунд | Додатковий заїзд | Додатковий заїзд | Півфінал | Півфінал | Фінал      | Фінал      |
| Спортсмен                 | Вид                     | Час              | Місце            | Час              | Місце            | Час      | Місце    | Час        | Місце      |
| ------------------------- | ----------------------- | ---------------- | ---------------- | ---------------- | ---------------- | -------- | -------- | ---------- | ---------- |
| Іан Фергюссон             | Байдарка-одиночка 500 м | 1.46,02          | 3                |                  |                  | 1.46,87  | 2        | 1.47,36    | 7          |
| Іан Фергюссон             | Байдарка-одиночка 1000м | 3.59,07          | 6                | 3.54,46          | 3                | 3.54,05  | 3        | 3.53,78    | 8          |
| Алан Томпсон Джеофф Вокер | Байдарка-двійка 500 м   | 1.39,30          | 6                | 1.39,32          | 2                | 1.38,38  | 4        | Не пройшли | Не пройшли |
| Алан Томпсон Джеофф Вокер | Байдарка-двійка 1000м   | 3.38,13          | 2                |                  |                  | 3.38,64  | 3        | 3.33,88    | 8          |

## Сучасне п'ятиборство
Спортсменів — 1
| Спортсмен   | Конкур | Конкур | Фехтування | Фехтування | Стрілянина | Стрілянина | Плавання | Плавання | Біг     | Біг  | Всього | Місце |
| Спортсмен   | Штраф  | Очки   | Перемог    | Очки       | Результат  | Очки       | Час      | Очки     | Час     | Очки | Всього | Місце |
| ----------- | ------ | ------ | ---------- | ---------- | ---------- | ---------- | -------- | -------- | ------- | ---- | ------ | ----- |
| Брайан Ньюс | 82     | 1018   | 11         | 532        | 147        | 846        | 4.48,324 | 1048     | 14.01,1 | 1042 | 4486   | 40    |